# Liste der Baudenkmäler in Schwarzach am Main
Auf dieser Seite sind die Baudenkmäler in dem unterfränkischen Markt Schwarzach am Main zusammengestellt. Diese Tabelle ist eine Teilliste der Liste der Baudenkmäler in Bayern. Grundlage ist die Bayerische Denkmalliste, die auf Basis des Bayerischen Denkmalschutzgesetzes vom 1. Oktober 1973 erstmals erstellt wurde und seither durch das Bayerische Landesamt für Denkmalpflege geführt wird. Die folgenden Angaben ersetzen nicht die rechtsverbindliche Auskunft der Denkmalschutzbehörde.
 Diese Liste gibt den Fortschreibungsstand vom 22. April 2023 wieder und enthält 67 Baudenkmäler.

## Baudenkmäler nach Gemeindeteilen

### Düllstadt
| Lage                                                      | Objekt                               | Beschreibung                                                                                                   | Akten-Nr.     | Bild           |
| --------------------------------------------------------- | ------------------------------------ | --- | ------------- | -------------- |
| Bamberger Straße 50 (Standort)                            | Hofanlage                            | Aus Bruchsteinmauerwerk, um 1920/30                                                                            | D-6-75-165-1  | weitere Bilder |
| Bamberger Straße 50, Nähe Atzhäuser Straße (Standort)     | Bildstock                            | Bildaufsatz mit Giebelabschluss, Darstellung der Hl. Dreifaltigkeit mit Marienkrönung, 1955                    | D-6-75-165-70 | weitere Bilder |
| Bamberger Straße 58 (Standort)                            | Bauernhaus                           | Eingeschossiger Mansardsatteldachbau, spätes 18. Jahrhundert                                                   | D-6-75-165-3  | weitere Bilder |
| Bamberger Straße 61 (Standort)                            | Sandsteinrelief                      | Mit Darstellung eines Ochsenpaares, 19. Jahrhundert; nicht nachqualifiziert                                    | D-6-75-165-4  | weitere Bilder |
| Bamberger Straße 67, Nähe Sankt-Michael-Straße (Standort) | Katholische Filialkirche St. Michael | Saalbau mit eingezogenem polygonalem Chor und Dachreiter, erbaut 1688, Anbauten 1779/1780; mit Ausstattung     | D-6-75-165-5  | weitere Bilder |
| Bamberger Straße 67, Nähe Sankt-Michael-Straße (Standort) | Kirchhofmauer                        | | D-6-75-165-5  | weitere Bilder |
| Klosterweg 2 (Standort)                                   | Bauernhof                            | Vierseithof, Wohnhaus teils mit geohrten Fensterrahmungen                                                      | D-6-75-165-6  | weitere Bilder |
| Klosterweg 2 (Standort)                                   | Scheune                              | | D-6-75-165-6  | weitere Bilder |
| Klosterweg 2 (Standort)                                   | Nebengebäude                         | 18./19. Jahrhundert                                                                                            | D-6-75-165-6  | weitere Bilder |
| Klosterweg 2 (Standort)                                   | Hoftor                               | bezeichnet „1778“                                                                                              | D-6-75-165-6  | weitere Bilder |
| Mühlweg 1 (Standort)                                      | Wohnhaus                             | Eingeschossiger Satteldachbau mit Treppengiebeln, 18./19. Jahrhundert                                          | D-6-75-165-7  | weitere Bilder |
| Mühlweg 1 (Standort)                                      | Hoftor                               | Bezeichnet „1732“                                                                                              | D-6-75-165-7  | BW             |
| Mühlweg 2 (Standort)                                      | Ehemalige Mühle                      | Zweigeschossiger Walmdachbau mit geohrten Fensterrahmungen, Eckpilastern und Geschossgesims, bezeichnet „1700“ | D-6-75-165-9  | weitere Bilder |
| Mühlweg 2 (Standort)                                      | Ehemalige Mühle                      | Hoftor | D-6-75-165-9  | weitere Bilder |
| St.-Michael-Straße (Standort)                             | Bildstock                            | Bildaufsatz mit Akanthus, Darstellung einer Pietà sowie einem Kreuz mit Stifterfamilie, spätes 17. Jahrhundert | D-6-75-165-8  | weitere Bilder |
| St.-Michael-Straße 10 (Standort)                          | Türrahmung                           | Geohrt und bezeichnet „1732“                                                                                   | D-6-75-165-10 | weitere Bilder |
| St.-Michael-Straße 10 (Standort)                          | Immaculata-Figur                     | Aus Sandstein, bezeichnet „1779“                                                                               | D-6-75-165-10 | BW             |

### Gerlachshausen
| Lage                                                                | Objekt                               | Beschreibung | Akten-Nr.     | Bild           |
| ------------------------------------------------------------------- | ------------------------------------ | --- | ------------- | -------------- |
| Am Volkacher Weg (Standort)                                         | Bildstock                            | mit Relief der vierzehn Nothelfer und Pietà, bez. 1830                                                                 | D-6-75-165-64 | BW             |
| An der Aspel (Standort)                                             | Bildstock                            | Sockel mit Pfeiler, Aufsatz mit Relief der Pietà, Sandstein, bez. 1867                                                 | D-6-75-165-76 | weitere Bilder |
| An der Aspel, nahe Dimmbacher Straße 2 (Standort)                   | Kruzifix                             | Im Sockel Relief mit Darstellung des Fegefeuers, um 1920                                                               | D-6-75-165-82 | BW             |
| Am alten Dimbacher Weg                                              | Grenzstein                           | Bezeichnet „1746“; nicht nachqualifiziert, im Bayerischen Denkmal-Atlas nicht kartiert                                 | D-6-75-165-21 | BW             |
| Dimbacher Straße, Sandsee, am Wallfahrtsweg nach Dimbach (Standort) | Steinkreuz                           | mit eingemeißelter Axt, Sandstein, 15./16. Jh.                                                                         | D-6-75-165-67 | BW             |
| Hasenpfad (Standort)                                                | Martersäule                          | mit Kreuzigung, renoviert 1896                                                                                         | D-6-75-165-65 | BW             |
| Nähe Umgehungskanal Gerlachshausen-Volkach (Standort)               | Martersäule                          | Gotisch, mit erneuertem Bild einer Marienkrönung; vor dem Friedhof                                                     | D-6-75-165-20 | weitere Bilder |
| Schloßgasse 5 (Standort)                                            | Ehemaliges Schloss                   | Zweigeschossiger Massivbau mit Frackdach, teils mit profilierten Fensterrahmungen, 17. Jahrhundert, im Kern wohl älter | D-6-75-165-11 | weitere Bilder |
| Schloßgasse 6 (Standort)                                            | Nische mit Pietà                     | 18. Jahrhundert | D-6-75-165-12 | weitere Bilder |
| Schweinfurter Straße 90 (Standort)                                  | Bauernhaus                           | Eingeschossiger Mansardwalmdachbau aus Bruchsteinmauerwerk, frühes 19. Jahrhundert                                     | D-6-75-165-13 | weitere Bilder |
| Schweinfurter Straße 108 (Standort)                                 | Gasthof                              | Erdgeschossiger Bruchsteinbau mit Mansardwalmdach, 19. Jahrhundert                                                     | D-6-75-165-16 | weitere Bilder |
| Schweinfurter Straße 109 (Standort)                                 | Bauernhaus                           | Eingeschossiger Mansardwalmdach aus Bruchsteinmauerwerk, erste Hälfte 19. Jahrhundert                                  | D-6-75-165-17 | weitere Bilder |
| Schweinfurter Straße 110 (Standort)                                 | Hoftor                               | Mit Vasenaufsätzen, 18. Jahrhundert                                                                                    | D-6-75-165-18 | BW             |
| Schweinfurter Straße 116 (Standort)                                 | Katholische Filialkirche St. Ägidius | Saalbau, Chor und Untergeschosse des Turmes erste Hälfte 15. Jahrhundert, Langhaus 1751; mit Ausstattung               | D-6-75-165-19 | weitere Bilder |
| Untere Röten, am Wallfahrerweg nach Dimbach (Standort)              | Martersäule                          | mit Pietà, renoviert 1905                                                                                              | D-6-75-165-68 | BW             |

### Hörblach
| Lage                                                 | Objekt                             | Beschreibung | Akten-Nr.     | Bild           |
| ---------------------------------------------------- | ---------------------------------- | --- | ------------- | -------------- |
| Kitzinger Straße (Standort)                          | Martersäule                        | Mit Relief des heiligen Veit, bezeichnet „1618“; Kirchenvorplatz                                                                         | D-6-75-165-23 | weitere Bilder |
| Kitzinger Straße 8 (Standort)                        | Katholische Filialkirche St. Vitus | Saalbau mit Dachreiter in neubarockem Stil, 1903                                                                                         | D-6-75-165-22 | weitere Bilder |
| Kleine Flur, an der Fuchsgasse (Standort)            | Martersäule                        | Mit Relief der Pietà, Sandstein, bezeichnet „1849“                                                                                       | D-6-75-165-26 | weitere Bilder |
| Leitenäcker; an der Großlangheimer Straße (Standort) | Feldkapelle                        | Kleiner Satteldachbau, bezeichnet „1760“, mit Pietàgruppe aus Gips, Kopie 1951 (nach Holzoriginal in Kirche in Klosterlangheim von 1516) | D-6-75-165-25 | weitere Bilder |
| an der Großlangheimer Straße (Standort)              | Bildstock                          | Mit Dreifaltigkeit und Verkündigung Mariä, 18. Jahrhundert                                                                               | D-6-75-165-24 | weitere Bilder |

### Münsterschwarzach
| Lage                                                                          | Objekt                                                     | Beschreibung | Akten-Nr.     | Bild           |
| ----------------------------------------------------------------------------- | ---------------------------------------------------------- | --- | ------------- | -------------- |
| Nähe Schweinfurter Straße, gegenüber dem Pförtnerhaus des Klosters (Standort) | Martersäule                                                | Mit Kreuzigung, bezeichnet „1475“, erneuert 1963                                                                 | D-6-75-165-32 | weitere Bilder |
| Nähe Schweinfurter Straße (Standort)                                          | Immaculata                                                 | Sandsteinfigur, bezeichnet „17“(...); an der Brücke                                                              | D-6-75-165-30 | weitere Bilder |
| Schwarzach; Schweinfurter Straße (Standort)                                   | Brücke über die Schwarzach                                 | Dreibogig aus Sandsteinquadern, um 1680, erneuert 1989                                                           | D-6-75-165-29 | weitere Bilder |
| Schweinfurter Straße 31, 33 (Standort)                                        | Gasthaus                                                   | Zweigeschossiger traufseitiger Satteldachbau mit Fachwerkobergeschoss, im 17. Jahrhundert erneuert               | D-6-75-165-27 | weitere Bilder |
| Schweinfurter Straße 40 (Standort)                                            | Benediktinerkloster, Klosterkirche                         | 1935–1937 von Albert Boßlet                                                                                      | D-6-75-165-28 | weitere Bilder |
| Schweinfurter Straße 40 (Standort)                                            | Benediktinerkloster: Kreuzgangbebauung, sogenannter Altbau | Dreigeschossig, 1696/1697 von Antonio Petrini                                                                    | D-6-75-165-28 | BW             |
| Schweinfurter Straße 40 (Standort)                                            | Benediktinerkloster: Kreuzgangbebauung, Westbau und Südbau | 1921 und 1926 von Bruder Adalbert Modler                                                                         | D-6-75-165-28 | BW             |
| Schweinfurter Straße 40 (Standort)                                            | Benediktinerkloster: Kreuzgangbebauung, Ostbau             | 1951 von Georg Herdel                                                                                            | D-6-75-165-28 | BW             |
| Schweinfurter Straße 40 (Standort)                                            | Benediktinerkloster: Brunnenanlage im Hof                  | | D-6-75-165-28 | BW             |
| Schweinfurter Straße 40 (Standort)                                            | Benediktinerkloster: Torhaus                               | Um 1700 | D-6-75-165-28 | weitere Bilder |
| Schweinfurter Straße 42 (Standort)                                            | Ehemalige Klostermühle                                     | Zweigeschossiger Mansarddachbau (unvollendet), 1744/50 wohl von Balthasar Neumann                                | D-6-75-165-28 | weitere Bilder |
| Weideweg, an der Brücke (Standort)                                            | Martersäule                                                | Sockel aus Sandsteinquadern, kurze Säule, Bildaufsatz mit Kreuzigung, Rückseite mit Inschrift, bezeichnet „1607“ | D-6-75-165-31 | weitere Bilder |

### Schwarzenau
| Lage                                                | Objekt                                               | Beschreibung | Akten-Nr.     | Bild           |
| --------------------------------------------------- | ---------------------------------------------------- | --- | ------------- | -------------- |
| Dettelbacher Straße 2 (Standort)                    | Wohnhaus                                             | Zweigeschossiger Walmdachbau in Ecklage, erste Hälfte 19. Jahrhundert                                                          | D-6-75-165-33 | weitere Bilder |
| Dettelbacher Straße 4 (Standort)                    | Nische                                               | Mit Heiliger Familie, bezeichnet „1838“                                                                                        | D-6-75-165-34 | weitere Bilder |
| Mainstraße 23 (Standort)                            | Hofanlage                                            | Zweigeschossiger Satteldachbau mit Tordurchfahrt und profilierten Fensterrahmungen, um 1600                                    | D-6-75-165-35 | weitere Bilder |
| Mainstraße 23 (Standort)                            | Hofanlage, aufgemaltes Wappen über der Tordurchfahrt | Bezeichnet „1493“ | D-6-75-165-35 | BW             |
| Mainstraße 25 (Standort)                            | Bauernhof: Wohnhaus                                  | Zweigeschossiger Satteldachbau mit geohrten Fensterrahmungen im Erdgeschoss, bezeichnet „1740“, im 19. Jahrhundert aufgestockt | D-6-75-165-36 | weitere Bilder |
| Mainstraße 35 (Standort)                            | Ehemaliges Schloss der Echter von Mespelbrunn        | Zweigeschossiger Satteldachbau, frühes 18. Jahrhundert, weitgehend erneuert                                                    | D-6-75-165-37 | weitere Bilder |
| Mainstraße 41 (Standort)                            | Nebenhaus                                            | Erdgeschossiges Kleinhaus mit Fachwerkgiebel, 18./19. Jahrhundert                                                              | D-6-75-165-38 | weitere Bilder |
| Mainstraße 43 (Standort)                            | Wohnhaus                                             | Eingeschossiges Bruchsteinhaus mit Mansardhalbwalmdach, frühes 19. Jahrhundert                                                 | D-6-75-165-39 | weitere Bilder |
| Mainstraße 49 (Standort)                            | Pietàrelief                                          | Bezeichnet „1706“ | D-6-75-165-41 | weitere Bilder |
| Mainstraße 51 (Standort)                            | Wohnhaus                                             | Zweigeschossiger Mansarddachbau mit Sockelzone und umlaufendem Geschossgesims, in Ecklage, bezeichnet „1792“                   | D-6-75-165-42 | weitere Bilder |
| Nähe Friedhofstraße (Standort)                      | Friedhofskreuz                                       | Kreuz auf Sockel aus rotem Sandstein, Korpus, Dreinageltypus, Sandstein, bezeichnet „1748“                                     | D-6-75-165-69 | weitere Bilder |
| Stadtschwarzacher Straße 16 (Standort)              | Katholische Pfarrkirche St. Laurentius               | Saalbau mit Polygonchor, 1592 von Valentin Echter von Mespelbrunn und seiner Frau gestiftet                                    | D-6-75-165-43 | weitere Bilder |
| Stadtschwarzacher Straße 16, im Kirchhof (Standort) | Bildsäule mit heiligem Laurentius                    | In Formen des 18. Jahrhunderts, erneuert                                                                                       | D-6-75-165-43 | weitere Bilder |
| Stadtschwarzacher Straße 16 (Standort)              | Kriegerdenkmal                                       | Sandsteinpfeiler, um 1920 | D-6-75-165-43 | weitere Bilder |
| Stückeläcker, am Weg nach Neuses (Standort)         | Bildstock                                            | Vierkantsäule auf abgedachtem Sockel, Bildaufsatz mit Dreifaltigkeit, bezeichnet auf der Rückseite „1713“, erneuert 1956       | D-6-75-165-44 | weitere Bilder |

### Stadtschwarzach
| Lage                                                                                         | Objekt                                                            | Beschreibung | Akten-Nr.     | Bild           |
| -------------------------------------------------------------------------------------------- | ----------------------------------------------------------------- | --- | ------------- | -------------- |
| Bamberger Straße (Standort)                                                                  | Pietà in Nische                                                   | 19. Jahrhundert | D-6-75-165-46 | weitere Bilder |
| Genauer Peter, an der B 22, am östlichen Ortsausgang (Standort)                              | Bildstock                                                         | Mit Darstellung der Heiligen Dreifaltigkeit mit Marienkrönung, bezeichnet „1731“, Schaft erneuert 1958                                                                                       | D-6-75-165-61 | weitere Bilder |
| Genauer Peter (Standort)                                                                     | Bildstock                                                         | Profilierte Sockelplatte, schmale Säule, Bildaufsatz mit Kreuzigung und Wundmalen Christi, 18. Jahrhundert                                                                                   | D-6-75-165-60 | weitere Bilder |
| Kirchgasse (Standort)                                                                        | Bildstock                                                         | Auf barockem Unterbau, Bildaufsatz mit heiligem Laurentius, 18. Jahrhundert, erneuert 1957                                                                                                   | D-6-75-165-49 | weitere Bilder |
| Kirchgasse 5 (Standort)                                                                      | Barockes Türgewände                                               | 1743 | D-6-75-165-47 | weitere Bilder |
| Kirchgasse 5 (Standort)                                                                      | Hausfigur                                                         | Heiliger Antonius mit Kind, 175 (...) | D-6-75-165-47 | weitere Bilder |
| Kirchgasse 8 (Standort)                                                                      | Katholische Pfarrkirche Heilig Kreuz                              | Saalbau mit eingezogenem Chor und südlich anschließendem Turm, Chor, 1467, Turm, 1424, das Obergeschoss, 1614, Langhaus neugotisch, 1868; mit Ausstattung                                    | D-6-75-165-48 | weitere Bilder |
| Kirchgasse 8 (Standort)                                                                      | Bildstock                                                         | Mit Reliefs von vier Heiligen, bezeichnet „1760“ | D-6-75-165-48 | weitere Bilder |
| Marktplatz (Standort)                                                                        | Kreuzschlepper                                                    | Mit Inschrift, Sandstein, bezeichnet „1716“ | D-6-75-165-45 | weitere Bilder |
| Marktplatz (Standort)                                                                        | Kriegerdenkmal, Gefallenendenkmal des Ersten Weltkriegs           | Mit Pietàgruppe, Sandstein, um 1920 | D-6-75-165-57 | weitere Bilder |
| Marktplatz (Standort)                                                                        | Hausfigur                                                         | Immaculata, 18. Jahrhundert | D-6-75-165-59 | weitere Bilder |
| Marktplatz 1 (Standort)                                                                      | Rathaus                                                           | Zweigeschossiger traufseitiger Walmdachbau mit Dachreiter, bezeichnet „1715“, Wappen des Fürstbischofs Johann Philipp zu Greiffenclau, spitzbogige Öffnung im Erdgeschoss, bezeichnet „1876“ | D-6-75-165-50 | weitere Bilder |
| Marktplatz 4 (Standort)                                                                      | Steinportal                                                       | Nachgotisch; in giebelständiger Scheune mit Krüppelwalmdach | D-6-75-165-51 | weitere Bilder |
| Marktplatz 8 (Standort)                                                                      | Ehemaliges Engelswirtshaus, heute Gemeindearchiv mit Sitzungssaal | Zweigeschossiger traufseitiger Walmdachbau mit Zierfachwerkobergeschoss und Sandsteinportal mit Sitznischen, bezeichnet „1583“, erneuert 1979/1980                                           | D-6-75-165-52 | weitere Bilder |
| Marktplatz 10 (Standort)                                                                     | Wappenkartusche                                                   | Mit Vogel, gehalten von zwei Putti, Sandstein, 18. Jahrhundert | D-6-75-165-53 | weitere Bilder |
| Am See 2d, 2e (Standort)                                                                     | Stadtmauer                                                        | Ein bis zwei Meter hohe Reste aus Bruchsteinmauerwerk, 15. Jhd. | D-6-75-165-78 | BW             |
| Nähe Schweinfurter Straße (Standort)                                                         | Bildstock                                                         | Mit Kreuzigung, Kopie, ursprünglich 18. Jahrhundert | D-6-75-165-56 | weitere Bilder |
| Rosengasse (Standort)                                                                        | Bildstock                                                         | Mit heiligem Wendelin, 18. Jahrhundert, erneuert | D-6-75-165-54 | weitere Bilder |
| Schmiedsgasse 2 (Standort)                                                                   | Wohnhaus                                                          | Zweigeschossiger traufseitiger Satteldachbau mit Treppengiebel, 16. Jahrhundert, erneuert | D-6-75-165-55 | weitere Bilder |
| Silberbach (Standort)                                                                        | Pietà                                                             | Barock, Sandstein, 17./18. Jahrhundert | D-6-75-165-58 | weitere Bilder |
| Nähe Wiesenleite, an der West-, der Süd-, der Ost- und der Nordostseite des Ortes (Standort) | Stadtmauer, Restabschnitte                                        | Spätmittelalterlich | D-6-75-165-62 | weitere Bilder |

## Ehemalige Baudenkmäler
| Lage                                               | Objekt                   | Beschreibung                                                                      | Akten-Nr.     | Bild           |
| -------------------------------------------------- | ------------------------ | --------------------------------------------------------------------------------- | ------------- | -------------- |
| Gerlachshausen Schweinfurter Straße 106 (Standort) | Erdgeschossiges Wohnhaus | Bruchsteinmauerwerk, mit Mansardwalmdach, 19. Jahrhundert; nicht nachqualifiziert | D-6-75-165-15 | weitere Bilder |